# Strato granuloso
Nell'anatomia umana lo strato granuloso è uno strato dell'epidermide.

Strati della pelle

## Anatomia
Si trova fra lo strato lucido e quello spinoso il suo nome è dato dalla composizione dello strato: cheratinociti contenenti granuli dalle forme irregolari (granuli di cheratoialina). Viene formato da 3-5 file di cellule che risultano leggermente appiattite.

## Funzionalità delle cellule
Le cellule di questo strato hanno la funzione di sintetizzare involucrina e loricrina, che si depositano sulla superficie interna della membrana cellulare, provocando un loro ispessimento. Nel citoplasma si trovano grossi granuli basofili detti cheratoialini, contenenti una sostanza omogenea chiamata cheratolina. Le cellule dello strato granuloso dell'epidermide inoltre contribuiscono alla creazione di una barriera per proteggere l'epidermide, sia con l'involucrina e locricrina (poste sul versante citosolico del plasmalemma), sia secernendo i corpi multillamellari (corpuscoli dalla forma bastoncellare, in cui il lipide acilglusilceramide una volta secreto si dispone a creare uno strato tra lo strato corneo e granuloso) e alla creazione di questa barriera contribuiscono anche le giunzioni occludenti tra le cellule dello strato granuloso.